# Stredné Plachtince
Stredné Plachtince (in ungherese Középpalojta) è un comune della Slovacchia facente parte del distretto di Veľký Krtíš, nella regione di Banská Bystrica.